# بلح البحر (جنس)
بلح البحر أو المِيديَّة هو جنس من الحيوانات يتبع فصيلة بلحيات البحر البحرية من رتبة بلحيات البحر. وهو كائن بحري رخوي يعيش في المناطق الساحلية. القوقعة مكونة من صمامين متطابقتان مجمعتان من الظهر برباط مطاط وبهذا يكون بلح البحر من الكائنات ذات الصمامين. يسمح بغلق القوقعة عضلتان يطلق عليهما الموصلات. الجسم مغلق كلية بثنية مكونة من غشاء (المعطف).
في التجويف الذي يحده فصوص المعطف، نجد الفصوص من ناحية، ومن الأخرى كتلة الأحشاء، زوج من الخياشيم ذات شكل مكون من رقائق (من هنا التسمية: رقائقي).
عند قاعدة القدم ومن جهة البطن، تنتشر خيوط مدببة (حزمة الخيوط) والتي تسمح للحيوان بالثبات على دعامته.
بلح البحر لا يملك رأسا محددة نستطيع تمييزها، وله فتحة فم محاطة بملمسان في المنطقة الداخلية (الطرف الرفيع للقوقعة). تغطى سطح الخياشيم مجموعة أهداب هزازة حيث يسمح خفقانها بدوران مستمر للمياه. تسمح الخياشيم بوصول جزيئات مغذية للجسم كما إنها تسهل تبادل الغازات الذائبة في الماء.
بلح البحر فصيلة الجنسين فيها منفصلين. الذكور تختلف عن الإناث عند البلوغ الجنسي (معطف الذكر برتقالي – معطف الأنثى أبيض). بلح البحر يضع الآلاف من البيض، ويجري التخصيب خارجيا ويقع بدون تزاوج مسبق.

## أنواع بلح البحر
- بلح البحر البني
- بلح البحر الرقيق
- بلح البحر الشعري
- بلح البحر الأزرق
- بلح البحر المحروث
- بلح البحر المنفوخ
- بلح البحر ثنائي الأسنان